# Ariobarzanes II de Atropatena
Ariobarzanes II foi um rei da Média Atropatene, filho e sucessor de Artavasdes I da Média Atropatene.
Seu pai, Artavasdes I, foi um aliado de Marco Antônio, tendo feito o casamento de Jotapa, filha de Artavasdes, com Alexandre Hélio, filho de Marco Antônio. Após invadir a Pártia, Artavasdes foi derrotado, e viveu no exílio.
Os filhos de Artavasdes I viveram em Roma, segundo o que o imperador Augusto escreveu na Feitos do Divino Augusto, não por terem sido conquistados em guerra, mas para conseguir a amizade dos romanos, usando os filhos como provas da amizade. Ainda segundo este texto, quando embaixadores medos pediram ao imperador romano, este enviou Ariobarzanes II para ser rei da Média Atropatene.
Ariobarzenes também foi colocado, por Augusto, como rei da Arménia, depois que esta se revoltou e foi conquistada por Caio César, filho de Augusto. Ariobarzanes foi bem aceito pelos arménios porque tinha boa aparência e qualidades brilhantes.
Ele morreu por morte acidental, e os arménios não foram tolerantes com sua família. Segundo o texto de Augusto, seu sucessor, na Arménia, foi seu filho Artavasdes, que foi morto quando era rei, mas, segundo Tácito, o próximo governante da Arménia citado nominalmente foi a rainha Erato da Arménia, que foi rapidamente expulsa.